# Mozilla Messaging
Pour les articles homonymes, voir Mozilla.
Mozilla Messaging Incorporated est une société filiale de la Mozilla Foundation créée le 19 février 2008. Sa mission est le développement et marketing du client de messagerie logiciel libre Mozilla Thunderbird. Après plusieurs années d'améliorations de Thunderbird, l'équipe de développement est intégrée en avril 2011 dans Mozilla Labs et la société Messaging dissoute.

## Création de la société

### Contexte de la création
Mozilla Messaging est une étape dans l'histoire de Thunderbird ancien projet Minotaur devenu Mozilla Thunderbird en 2003 piloté par McGregor et David Bienvenu.
Durant l'été 2007, la fondation souhaite trouver un avenir à Thunderbird et ouvre publiquement le débat via un billet de blog de sa présidente, Mitchell Baker. Elle propose trois possibilités :
- Une fondation à but non lucratif semblable à la Fondation Mozilla

- Un projet communautaire semblable à SeaMonkey
- Une filiale à but lucratif de la Fondation Mozilla disposant de ses propres ressources humaines et financières.

Cette dernière solution est finalement validée en septembre, la fondation demande à David Ascher alors CTO de la société canadienne ActiveState et contributeur Mozilla reconnu de prendre la tête de la future nouvelle structure.
Scott McGregor et David Bienvenu, plus favorables à un projet dans l'esprit SeaMonkey, démissionnent en octobre 2007.
David Ascher entreprend alors un dialogue avec la communauté et commence à monter la structure qu'il appelle publiquement du nom de code « Mail Inc. ».

### Création

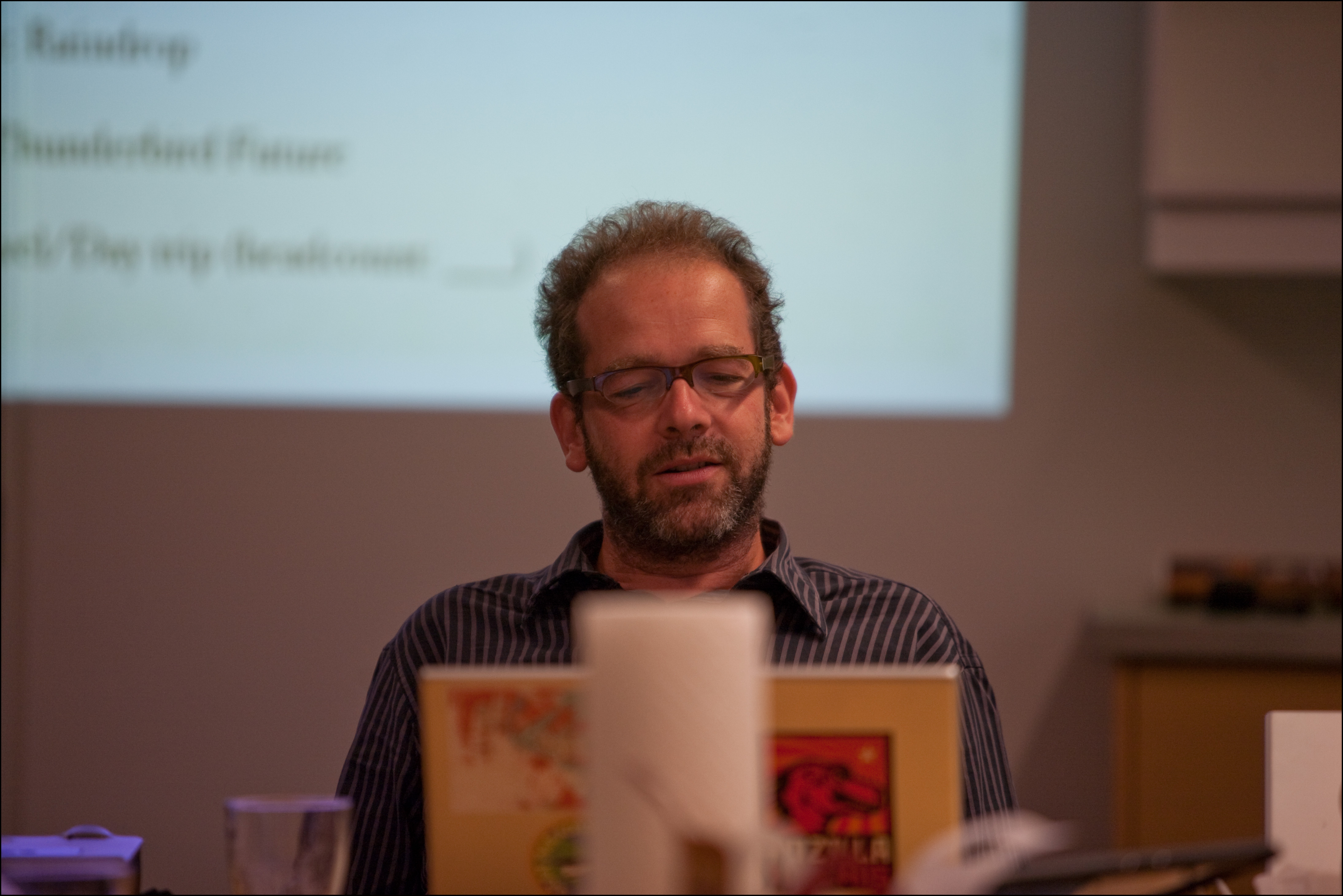
David Ascher Momo All-Hands de 2009

Le 19 février 2008, Ascher et Mitchell Baker annoncent la naissance de Mozilla Messaging,, dont les bureaux seront basés à Vancouver au Canada, lieu de résidence de David Ascher.

## Travaux

### Objectifs
Thunderbird 3
- Intégration de fonctions d'agenda

- Améliorations de l'interface et configuration automatique

- Intégration de nouveaux procédés

### Réalisations
La société travaille par la suite activement à refondre et moderniser le code du client de messagerie pour sa version 3, à redonner vigueur à la fonction d'agenda très attendue via l'extension Lightning et sur des projets tiers de moyens de communication tels que Raindrop et F1/Share.
Les avancées de Thunderbird grâce à Messaging sont notables.

## Dissolution et intégration dans Mozilla Labs
Mozilla Foundation change de stratégie en 2011 et le 4 avril, Mitchell Baker annonce sur son blog la dissolution de Mozilla Messaging, Inc et la réaffectation de son personnel et de ses projets à Mozilla Labs. A posteriori de la version 17, Thunderbird est remis aux soins de sa communauté et dispose du même statut de projet hébergé que SeaMonkey.

## Conseil d'administration
- David Ascher - CEO
- Chris Beard - Mozilla Corporation
- Mårten Mickos - MySQL-Sun Microsystems